# Nágocs
Nágocs é um município da Hungria, situado no condado de Somogy. Tem 22,26 km² de área e sua população em 2019 foi estimada em 687 habitantes.